# Граматикална школа у Котору
Граматикална школа у Котору, је почела са радом, вјероватно, почетком XIV вијека. Постоје тврдње да је радила и у XIII вијеку. Једна је од првих те врсте на јужнословенском простору. У њој су се учили класични језици и књижевност, математика, дијалектика, музика, астрономија, реторика, логика ... Од почетка XV  вијека ова је школа имала статус гимназије (1429). Которска граматикална школа је радила до првих деценија XIX вијека.

## Назив школе
Термин  „граматикална“ потиче од  од назива наставника језика – граматикуса.

## Тома Маристар, учитељ
По сачуваним историјским изворима, као најстарији (први) учитељ ове школе се помиње Маристар Тома, из италијанског  мјеста  Ферма.